# Satcom C1
O Satcom C1 foi um satélite de comunicação geoestacionário construído pela GE Astro, ele está localizado na posição orbital de 137 graus de longitude oeste e era operado pela RCA Americom (posteriormente renomeada para GE Americom e SES Americom). O satélite foi baseado na plataforma AS-3000 e sua vida útil estimada era de 12 anos. O mesmo saiu de serviço em abril de 2005 e foi enviado para uma órbita cemitério.

## História
O SATCOM C1 foi construído para a GE American Communications pela GE Astro Space, forneceu através da banda C, vídeo, serviços de áudio e dados para usuários comerciais e governamentais território continental dos Estados Unidos, Alasca e Havaí. Vinte e quatro transponders operava em 6/4 GHz. O novo commsat, o primeiro de uma série de substituições programadas para a rede GE, apresentou criptografia comando e ambas as polarizações vertical e horizontal. A comutação de polarização permitiu o satélite a operar em outras posições orbitais para restaurar interrupções em serviços de distribuição multiponto. O corpo do satélite era em forma de caixa media 2,5 m por 1,3 m por 1,6 m. Painéis solares, forneciam 1.030 W no final da vida, abrangem 15,7 m quando implantado. SATCOM eu estava estacionado a 137 graus de longitude oeste, e tinha uma vida útil de 12 anos.
O Satcom C1 ficou fora de serviço em abril de 2005 e foi transferido para uma órbita cemitério.

## Lançamento
O satélite foi lançado com sucesso ao espaço no dia 20 de novembro de 1990, por meio de um veiculo Ariane-42P H10, lançado a partir do Centro Espacial de Kourou, na Guiana Francesa, juntamente com o satélite GStar 4. Ele tinha uma massa de lançamento de 1.169 kg.

## Capacidade e cobertura
O Satcom C1 era equipado com 24 (mais 4 de reserva) transponders em banda C cobrindo o território continental dos Estados Unidos, Alasca e Havaí.